# Aude Picault
Aude Picault, nascuda el 21 de juny de 1979, és una dibuixant de còmics i guionista francesa.

## Biografia
Aude Picault es va començar a autoeditar la seva obra amb els títols Moi je i Josée, l'any abans de l'obtenció seu diploma en gràfics/multimèdia per l'École nationale supérieure des artsdécoratifs el 2005.
Virtuosa del Trombó, forma part del grup Ouiches Lorènes, al qual està dedicat el seu llibre Fanfare.
Treballava per a una agència de comunicació quan va publicar Moi je amb l'editor Warum. Abandonant el disseny gràfic, es va dedicar després al còmic, destacant per publicar cada setmana a Voici, la chronique d'Eva del 2006 al 2008 i també per publicar diversos àlbums infantils que van sortir en el mateix període: Le crocovoleur de doudous, L'ours et les souris, Trop loin!, etc.
També va cofundar el bloc col·lectiu Chicou-Chicou l'any 2006 amb Domitille Collardey, Olivier Tallec i Boulet. Es responsabilitza de Claude, una jove una mica taciturna i brutal, les aventures de la qual tenen lloc a la ciutat de Château-Gontier. Lisa Mandel, Erwann Surcouf i Ohm es van unir posteriorment al grup. El blog va acabar l'any 2008 i va ser seguit per una publicació d'un àlbum d'Edicions Delcourt, col·lecció Shampooing . El 2010 va publicar l'àlbum eròtic Comtesse, el primer àlbum de la col·lecció BD Cul a Les Requins Marteaux.
El 2017 va publicar l'àlbum Idéal Standard amb Dargaud, que va rebre el reconeixement de la crítica. El mateix any, la seva obra va ser exposada a la mediateca Douarnenez.
L'any 2019 es va estrenar la pel·lícula Premières Vacances en què és l'autora dels dibuixos de l'heroïna, dibuixant de còmics interpretada per Camille Chamoux. També l'any 2019 va publicar una segona obra eròtica titulada Déesse, de nou amb l'editorial Les Requins Marteaux.

## Obra

### Infantil i jovenil
- Le crocovoleur de doudous, Edicions Kaléidoscope, febrer de 2006
- L'ours et les souris, edicions Kaléidoscope, octubre de 2007
- Trop loin !, Edicions Kaléidoscope, octubre de 2011

### Còmics
- Moi je, edicions Warum

1. Moi je, setembre de 2005
2. Moi je et cætera, octubre de 2007

- Papa, octubre de 2006, L'Associació
- Eva – JF se cherche désespérément, març 2008, Glénat – prepublicat al setmanari Ici[2]
- Les Mélomaniaks, publicat per Glénat.

1. Les Mélomaniaks, juny de 2008
2. Les Mélomaniaks 2, març de 2010

- Chicou Chicou (àlbum col·lectiu) amb Boulet, Domitille Collardey, Erwann Surcouf, Lisa Mandel, Shampooing collection, Delcourt, 2008,ISBN 978-2-7560-1532-3
- Transat, maig de 2009, col·lecció Shampoo, Delcourt
- Comtesse, març de 2010, col·lecció BD Cul, The Hammerhead Sharks
- Fanfare, abril de 2011, col·lecció Shampoo, Delcourt
- Parenthèse Patagone, octubre 2015, Dargaud
- Lorsque je regarde mon enfant, març de 2016, CambourakisISBN 978-2-36624-193-8
- Idéal standard, Dargaud, gener de 2017
- L'air de rien, Dargaud, octubre de 2017
- Déesse, col·lecció de còmics cul, Taurons martell, 2019
- Amalia, Dargaud, gener de 2022
- Donjon Monsters tome 18, Noces de fleurs, amb Joann Sfar i Lewis Trondheim, Delcourt, març de 2024

### Premsa
Va escriure una columna, L'air du rien, al suplement de cap de setmana del diari Libération del 2013 al 2015.

### Guió
- Coescriptora amb Fabrice Parme per a Famille Pirate, edicions Dargaud.

1. Les Naufragés, setembre de 2012
2. L'imposteur, maig de 2014

### Il·lustració
- Conversation avec un gâteau au chocolat de Martin Page, col·lecció Mouche de L'École des Loisirs, març de 2009
- Comment on fait les parents ? de Jean Regnaud, edicions Magnard, març de 2014

## Premis i guardons
- 2018 : Premi Artémisia d'humor, amb Ideal Standard[10]
- 2019 : Premi Favorit 39 festival Quai des Bulles per a Déesse.[11]